# Кубок Румунії з футболу 2000—2001
Кубок Румунії з футболу 2000—2001 — 63-й розіграш кубкового футбольного турніру в Румунії. Титул вдруге поспіль здобув Динамо (Бухарест).

## 1/16 фіналу
| Команда 1                          | Рахунок | Команда 2              |
| ---------------------------------- | ------- | ---------------------- |
| 6 вересня 2000                     |         |                        |
| Метром (Брашов) (2)                | 2:1 дч  | Астра (Плоєшті)        |
| Вікторія (Сомешень) (3)            | 2:5     | Петролул (Плоєшті)     |
| Дунеря (Галац) (3)                 | 1:2 дч  | Фореста (Сучава)       |
| Екстенсів (Крайова) (2)            | 0:3     | Динамо (Бухарест)      |
| Сфинту-Георге (3)                  | 0:1     | Бакеу                  |
| Пандурій (2)                       | 1:2     | Глорія (Бистриця)      |
| Бая-Маре (2)                       | 1:0     | Газ Метан              |
| Решица (2)                         | 1:3     | Чахлеул                |
| Спортул Студенцеск (2)             | 1:0     | Брашов                 |
| Дачія Уніря Бреїла (3)             | 1:2 дч  | Рокар (Бухарест)       |
| Джиул (Петрошань) (2)              | 0:4     | Рапід (Бухарест)       |
| Олімпія (Герла) (3)                | 0:4     | Стяуа                  |
| Олткім (Римніку-Вилча) (3)         | 0:2     | Арджеш                 |
| Металул (Філіпештій-де-Педуре) (3) | 0:2     | Оцелул                 |
| Меджидія (3)                       | 2:3     | Націонал (Бухарест)    |
| Куртя-де-Арджеш (3)                | 0:3     | Університатя (Крайова) |

## 1/8 фіналу
| Команда 1              | Рахунок | Команда 2              |
| ---------------------- | ------- | ---------------------- |
| 8 листопада 2000       |         |                        |
| Націонал (Бухарест)    | 1:0     | Метром (Брашов) (2)    |
| Стяуа                  | 2:1     | Фореста (Сучава)       |
| Петролул (Плоєшті)     | 2:1     | Бакеу                  |
| Оцелул                 | 2:1     | Глорія (Бистриця)      |
| Рокар (Бухарест)       | 2:0     | Чахлеул                |
| Спортул Студенцеск (2) | 4:2     | Арджеш                 |
| Бая-Маре (2)           | 0:1     | Рапід (Бухарест)       |
| Динамо (Бухарест)      | 3:2     | Університатя (Крайова) |

## 1/4 фіналу
| Команда 1              | Рахунок      | Команда 2           |
| ---------------------- | ------------ | ------------------- |
| 29 листопада 2000      |              |                     |
| Петролул (Плоєшті)     | 1:0          | Стяуа               |
| Рокар (Бухарест)       | 1:0          | Націонал (Бухарест) |
| Спортул Студенцеск (2) | 0:0 пен. 4:3 | Оцелул              |
| 30 листопада 2000      |              |                     |
| Динамо (Бухарест)      | 2:1          | Рапід (Бухарест)    |

## 1/2 фіналу
| Команда 1              | Заг. | Команда 2          | 1-й матч | 2-й матч |
| ---------------------- | ---- | ------------------ | -------- | -------- |
| 4 квітня/2 травня 2001 |      |                    |          |          |
| Рокар (Бухарест)       | 4:1  | Петролул (Плоєшті) | 3:0      | 1:1      |
| Спортул Студенцеск (2) | 3:5  | Динамо (Бухарест)  | 2:2      | 1:3      |

## Фінал
| 16 червня 2001 |

| Рокар (Бухарест)    | 2:4      | Динамо (Бухарест)                         |
| ------------------- | -------- | ----------------------------------------- |
| Урсу 9' Ніколае 30' | Протокол | Міхалча 6', 72' М.Нікулае 55', 68' (пен.) |

| Національний стадіон, Бухарест Глядачів: 26 000 Арбітр: Урс Маєр |